# Chapulines

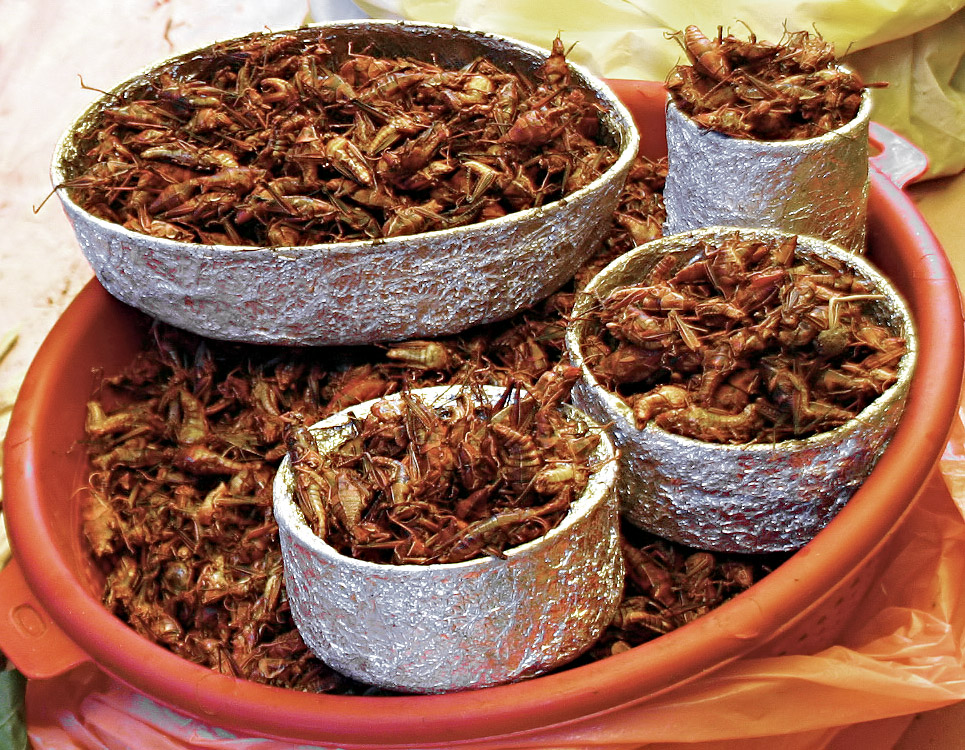
Geröstete Chapulines auf einem Markt in Tepoztlán

Chapulines (amerik. Spanisch, aus Nahuatl chapolin entlehnt) sind Heuschrecken der Gattungen Sphenarium, Schistocerca, Taeniopoda, Trimerotropis, Spharagemon, Plectotetra und Melanoplus, die in Mexiko als Speiseinsekten genutzt werden.
Chapulines werden vor allem im Bundesstaat Oaxaca von Frühjahr bis Herbst geröstet als Imbiss auf Märkten angeboten. 
Zur Zubereitung werden Chapulines üblicherweise erst blanchiert, dann frittiert oder in einer comal genannten flachen Pfanne geröstet und mit Salz und Limetten- oder Zitronensaft, teils auch mit Chili und Knoblauch, gewürzt. Die Beine und Fühler werden vor der Zubereitung oder vor dem Verzehr entfernt.